# Marcin Przeciszewski
Marcin Przeciszewski (ur. 29 września 1958 w Warszawie) – polski historyk, dziennikarz i działacz katolicki. W latach 1993–2025 prezes Katolickiej Agencji Informacyjnej.

## Życiorys
Urodził się w 1958 w Warszawie. Jest synem Tadeusza Przeciszewskiego i Hanny, z. d. Iłowieckiej. Studiował na Wydziale Historii Uniwersytetu Warszawskiego oraz w Instytucie Geografii Historycznej Kościoła Katolickiego Katolickiego Uniwersytetu Lubelskiego. Uzyskał magisterium z historii inteligencji katolickiej w Polsce. W okresie studiów związany z podziemnym ruchem wydawniczym.
W 1978 był współzałożycielem pierwszych w Polsce wspólnot „Wiara i Światło”, skupiających osoby niepełnosprawne umysłowo, ich rodziny i przyjaciół. W latach 1986–1991 pełnił funkcję wiceprzewodniczącego Rady Międzynarodowej tego ruchu. Był też (w latach 1989–1993) redaktorem naczelnym kwartalnika „Światło i cienie” – pisma chrześcijańskiego skierowanego do osób niepełnosprawnych i ich rodzin. W 1993 r. pełnił funkcję zastępcy dyrektora Biura Pełnomocnika ds. Osób Niepełnosprawnych w Ministerstwie Pracy i Polityki Społecznej.
Pracował w tygodniku „Ład” (1987–1989), miesięczniku „Powściągliwość i Praca” (1989–1990) oraz Ilustrowanym Tygodniku Informacyjnym „Spotkania” (1990–1993).
Od 1993 redaktor naczelny i prezes zarządu Katolickiej Agencji Informacyjnej oraz prezes Fundacji Konferencji Episkopatu Polski na rzecz Wymiany Informacji Katolickiej. W 2025 złożył rezygnację ze stanowiska prezesa KAI. Został jednym z założycieli Fundacji „Dzieło Nowego Tysiąclecia” i Związku Dużych Rodzin „Trzy Plus”. Jest sympatykiem Opus Dei.
Należy do inicjatorów i organizatorów Zjazdów Gnieźnieńskich w ich obecnej formule. Był członkiem Rady Programowej Telewizji Polskiej (2014–2018). Współorganizator obsługi medialnej pielgrzymek papieskich do Polski w latach 1995–2006 oraz odpowiedzialny z ramienia KEP za obsługę medialną Światowych Dni Młodzieży w Krakowie w 2016 r. Jest konsultorem Rady ds. Środków Społecznego Przekazu Konferencji Episkopatu Polski oraz członkiem Zespołu KEP ds. Dialogu z Rosyjskim Kościołem Prawosławnym.

## Odznaczenia i wyróżnienia
- 2018 – Order Świętego Grzegorza Wielkiego
- 2004 – Krzyż Kawalerski Orderu Odrodzenia Polski[5]
- 2018 – Krzyż Komandorski Orderu Odrodzenia Polski[6][7]
- 2005 - Medal Świętego Brata Alberta[8]